# Мечеть Абд аль-Хаміда Бен Бадіса
Мечеть Абд аль-Хаміда Бен Бадіса або Велика мечеть (араб. مسجد عبد الحميد بن باديس) — мечеть у місті Оран в Алжирі.

## Історія
Названо на честь алжирського мусульманського богослова, організатора Асоціації алжирських мусульманських улемів Абд аль-Хамід Бен Бадіса.
Проект поданий до Управління у справах релігій у 1974, проте тоді проект не був зареєстрований.
Будівництво почалося в 1999  але незабаром китайська компанія підрядник припинила будівельні роботи через брак фінансування. Будівельні роботи відновилися лише у 2012 після втручання президента Алжиру Абдель Азіза Бутефліка. Будівництво закінчено турецькою будівельною компанією у 2015.
Відкриття мечеті відбулося 16 квітня 2015.

## Опис
Побудована в районі Джамаль аль-Дін у східній частині Орана. Загальна місткість становить близько 25 000 вірян.